# 쇼 네트워크
《쇼 네트워크》는 대한민국의 방송국 MBC에서 방영했던 가요 순위 프로그램이다.

## 역사
- 1989년 10월 30일 첫 방송과 동시에 순위제가 시작되었다. 방송 시간은 월요일 오후 10시 55분였으며 이후 개편을 거쳐 수요일 오후 7시 15분, 금요일 오후 8시 5분 등으로 바뀌었다.[1]
- 1990년 11월 9일 MBC가 영어로 된 프로그램 명칭을 우리말로 바꾸는 과정에서 《여러분의 인기가요》로 타이틀이 바뀌게 된다.[2]

## 역대 진행자
- 변웅전, 정혜정 (1989년 10월 30일 ~ 1990년 1월 10일)
- 조수현, 길은정 (1990년 1월 17일 ~ 1990년 10월 12일)
- 이택림, 김은주 (1990년 10월 19일 ~ 1990년 11월 9일) - 여러분의 인기가요로 이어짐

## 역대 1위

### 1989년
| 10월 - 10월 30일 - 이선희 나의 거리 11월 - 11월 6일 - 김흥국 호랑나비 - 11월 13일 - 김흥국 호랑나비 (2주 연속) - 11월 20일 - 김흥국 호랑나비 (3주 연속) - 11월 27일 - 김흥국 호랑나비 (4주 연속) 12월 - 12월 4일 - 김흥국 호랑나비 (5주 연속) - 12월 11일 - 양수경 사랑은 창밖에 빗물 같아요 - 12월 18일 - 특집방송 TV실록 격동의 80년대 방송관계로 결방 - 12월 25일 - 연말결산 89인기가요 |

### 1990년
| 1월 - 1월 1일 - 신년특집방송으로 결방 - 1월 8일 - 현철 봉선화 연정 - 1월 17일 - 김지애 얄미운 사람 - 시간대 수요일로 변경 - 1월 24일 - 김지애 얄미운 사람 (2주 연속) - 1월 31일 - 김지애 얄미운 사람 (3주 연속) 2월 - 2월 7일 - 김지애 얄미운 사람 (4주 연속) - 2월 14일 - 김지애 얄미운 사람 (5주 연속) - 2월 21일 - 변진섭 너에게로 또 다시 - 2월 28일 - 조정현 그 아픔까지 사랑한거야 3월 - 3월 7일 - 신춘특집 <자랑스런 나의 어머니> 편성으로 결방 - 3월 14일 - 변진섭 희망사항 - 3월 21일 - 변진섭 희망사항 (2주 연속) - 3월 28일 - 변진섭 희망사항 (3주 연속) 4월 - 4월 4일 - 변진섭 희망사항 (4주 연속) - 4월 11일 - 변진섭 희망사항 (5주 연속) - 4월 18일 - 변진섭 희망사항 (6주 연속) - 4월 25일 - 최성수 잊지 말아요 5월 - 5월 2일 - 최성수 잊지 말아요 (2주 연속) - 5월 9일 - 90월드컵 국가대표 평가전 중계 관계로 결방 - 5월 16일 - 최성수 잊지 말아요 (3주 연속) - 5월 23일 - 햇빛촌 유리창엔 비 - 5월 30일 - 햇빛촌 유리창엔 비 (2주 연속) 6월 - 6월 6일 - 특집 월드컵 축구 <로마, 영광의 도전자들> 방송 관계로 결방 - 6월 13일 - 햇빛촌 유리창엔 비 (3주 연속) - 6월 20일 - 햇빛촌 유리창엔 비 (4주 연속) - 6월 27일 - 이승철 마지막 콘서트 | 7월 - 7월 4일 - 햇빛촌 유리창엔 비 (통산 5주) - 7월 11일 - 김민우 사랑일뿐야 - 7월 18일 - 김민우 사랑일뿐야 (2주 연속) - 7월 25일 - 김민우 사랑일뿐야 (3주 연속) 8월 - 8월 1일 - 김민우 사랑일뿐야 (4주 연속) - 8월 8일 - 김민우 사랑일뿐야 (5주 연속) - 8월 15일 - 광복절 특집 <사할린 동포를 찾아서> 2부 '가고파 보고파 돌아가고파' 편성으로 결방 - 8월 22일 - 조용필 추억속의 재회 - 8월 29일 - 조용필 추억속의 재회 (2주 연속) 9월 - 9월 5일 - 이승철 소녀시대 - 9월 12일 - 조용필 추억속의 재회 (통산 3주) - 9월 19일 - 조용필 추억속의 재회 (2주 연속, 통산 4주) - 9월 26일 - 조용필 추억속의 재회 (3주 연속, 통산 5주) 10월 - 10월 3일 - 조용필 추억속의 재회 (4주 연속, 통산 6주) - 10월 10일 - 신해철 슬픈 표정 하지 말아요 - 10월 19일 - 신해철 슬픈 표정 하지 말아요 (2주 연속) - 시간대 금요일로 변경 - 10월 26일 - 민해경 보고 싶은 얼굴 11월 - 11월 2일 - 신해철 슬픈 표정 하지 말아요 (통산 3주) |

## 같이 보기
- 여러분의 인기가요 (후속 프로그램)
- 가요톱10 (KBS)